# Trifolium sylvaticum
Trifolium sylvaticum är en ärtväxtart som beskrevs av Gerard. Trifolium sylvaticum ingår i släktet klövrar, och familjen ärtväxter. Inga underarter finns listade i Catalogue of Life.